# Full Metal Panic!
Full Metal Panic! (フルメタル・パニック! Furumetaru Panikku!?), también abreviado como FMP!, es una novela ligera japonesa escrita por Shoji Gatoh e ilustrada por Shiki Douji que mezcla la acción Mecha con la comedia. Narra la historia de Sousuke Sagara, un militar sin sentido común para vivir como un civil que se mete en un instituto de preparatoria como protector de Chidori Kaname dando situación a muchas escenas divertidas.
La serie ha sido adaptada a diferentes medios, entre ellos tres de series de anime : Full Metal Panic! por Gonzo en el año 2002, Full Metal Panic? Fumoffu y Full Metal Panic! The Second Raid por Kyoto Animation en 2003 y 2005, respectivamente. Un OVA también fue lanzado en 2006, y varias series de manga diferentes.
Desde inicios hasta mediados del año 2018 se emitió la cuarta y última temporada de la serie (por el momento), denominada Full Metal Panic! Invisible Victory. Esta fue dirigida por Katsuichi Nakayama del estudio XEBEC y guionada por el autor original de las novelas, Shoji Gatoh; Siendo transmitida entre el 13 de abril de 2018 al 18 de julio de 2018, con una duración total de 12 capítulos.

## Personajes
Sōsuke Sagara (相良宗介 Sagara Sōsuke?)
Seiyu: Tomokazu Seki
Sousuke es el protagonista de la serie. Sargento de Mithril, miembro de la unidad SRT y piloto de Arm Slave, al ser así es un chico que fue entrenado en tácticas de guerrilla y a luchar como mercenario desde que era un niño, ya que vivió en el Medio Oriente que estaba en constante guerra. Todo esto, obviamente, lo lleva a no poder vivir tranquilamente en sociedad: no tiene la capacidad de distinguir la "vida real" de la vida en campo de batalla, pero esto no significa que sea un asesino despiadado; que no tiene ningún escrúpulo a la hora de matar a alguien. Sin contar su naturaleza de "hombre que piensa que está siempre en la guerra", Sōsuke es un chico con un gran corazón. Es muy reservado y tiende a realizar las órdenes sin discutir, pero al ir conociendo a Chidori cambia también bajo este aspecto... Durante la serie se pueden ver algunos momentos en los cuales tiene que elegir entre seguir las órdenes o salvar a Kaname, eligiendo siempre la última opción, ya que para Sousuke lo que le da sentido a su vida es protegerla. No tolera el hecho que ella esté en peligro y "odia" todo lo que la quiera dañar. Sus sentimientos hacia Kaname Chidori son de difícil definición; evolucionando más allá de la simple "misión de protección" profundizando los sentimientos que lo atan a ella... Su habilidad como soldado es de piloto de AS (Arm Slave), y muy a menudo se le ve superar en astucia e inteligencia a soldados más viejos y con más experiencia. Su nombre en código es Uruz-7 y es uno de los pocos pilotos capaces de manejar el dispositivo Lambda Driver.
A pesar de los constantes choques (llegando a fuertes golpes por parte de Kaname) tanto Sousuke como Kaname de hecho son muy parecidos: los dos son fuertes, muy determinados, obstinados algunas veces, ponen todo su empeño en lo que hacen y son bastantes protectores y se preocupan mucho el uno del otro; en Full Metal Panic Sigma Sousuke admite que Kaname es más importante para el que cualquier otra cosa.
Kaname Chidori ( 千鳥かなめ Chidori Kaname?)
Seiyu: Satsuki Yukino
Kaname es el personaje femenino principal de la serie. Es una estudiante como otra cualquiera, ya que ella no es consciente de su "Don". Al partir la serie, no vera con buenos ojos el constante seguimiento que hace sobre ella el sargento Sousuke, tratándolo incluso de pervertido, pero a medida que avanza la serie, descubrirá parte de la verdad y comprenderá mejor la actitud de Sagara, a quien pronto comienza a ver con "buenos" ojos. Aunque le desagrada la actitud guerrillera de Sousuke, desde el primer momento se siente atraída por él y comienza a quererlo.
Kaname es una chica hiperactiva, es guapa e inteligente, sabe cocinar y es muy buena en los deportes (cosa que se nota con los tremendos golpes que le da a Sousuke, incluyendo llaves de lucha libre), pero de carácter muy agresivo, de hecho en el instituto, tiene un "apodo" que es : "La chica más buena, que nunca querrías tener como novia". Es una "Whispered"; contiene información de alta y avanzada tecnología llamada "Tecnología Negra" implantada en su cerebro a nivel genético; es un conocimiento innato que no logra controlar y afecta su vida diaria, que se manifiesta durante el sueño o cuando Uruz-7 (Sōsuke Sagara) se encuentra en peligro indicándole los puntos fuertes de su AS y los débiles del enemigo. Debido a su conocimiento en tecnología avanzada es perseguida por fuerzas internacionales bélicas para su propio propósito. Para no variar en, como en casi todas las historias de manga y anime, la chica vive sola, su padre es comisionado de Naciones Unidas, su madre murió y su hermana pequeña vive en Nueva York.
Su primer beso es recibido por Leonardo Testarossa (un Whispered), hermano de Tessa, el beso no es recibido de buena manera ya que ella solo puede pensar en Sousuke y termina llorando.
A pesar de que puede ser muy brusca y algo impulsiva, Kaname tiene un lado más suave, es amable y muy determinada, una prueba de esta determinación se muestra en Full Metal Panic The Second Raid al viajar a Hong Kong con tal de encontrar a Sousuke y pedirle que regrese solo para encontrarse con un emocionalmente caído Sousuke y ella furiosa reprochandole y animandolo a que pilote el Arbalest (el AS de él) logrando Sousuke lo haga con éxito. 
Debido a que siempre fue Kaname la que ayudó a Sousuke y le dio ánimos, en Full metal Panic Sigma los papeles se invierten. Kaname siente que es su culpa que gran cantidad de gente este saliendo y se entrega a Amalgam con tal de salvar a todos en su escuela llevando a Sousuke a pasar por toda clase de peligros para poder salvarla. Son sus palabras las que le dan fuerza a Kaname y ya al final logra superar a Sofia, afirmando que a pesar de todas las muertes ella está decidida a no reafirmar la historia (aun con la "supuesta" muerte de Sousuke) ya que ella no quisiera vivir en un mundo donde no lo conoció tal y como era ya que esa clase de determinación era lo que el hubiera querido; ya en el capítulo final Kaname se sorprende al saber que el sigue con vida, después recuerdan la promesa que se hicieron se besan y expresan sus sentimientos plenamente.

## Lanzamiento

### Novelas
Full Metal Panic! está escrito por Shoji Gatō e ilustrado por Douji Shiki, serializada en Kadokawa Shoten Revista Mensual de Dragón desde 1998.
Esto ha dado lugar a dos series discretas de los libros dentro de la narrativa: la recopilación de cuentos cortos, novelas y la plena. En abril de 2007, ha habido nueve novelas y diez colecciones de cuentos publicados. También hay un importante número de cuentos que aún no han sido publicados en una colección, que las historias difíciles de encontrar fuera de los números de la revista. El principal argumento sigue, con la última novela, "Aproximándose al Último Momento" (en inglés "Approaching To The Nick Of Time"), publicado en febrero de 2008. Shoji Gatō ha declarado recientemente en su blog que la próxima novela será la "culminación" de la serie.

### Mangas
Full Metal Panic! Se ha adaptado a mangas regulares en varias ocasiones. La primera serie fue serializada en Newtype por Retsu Tateo, y se tituló "Full Metal Panic". Es una colección de diecinueve volúmenes, publicados por Kadokawa Comics. Al igual que la novela de la serie, una serie paralela fue escrita por el mismo Retsu Tateo, titulada "Full Metal Panic! Misión Comic". En junio de 2006, hay cinco volúmenes publicados. Una tercera y más reciente adaptación al manga es "Full Metal Panic! Σ (Sigma)", escrita por Hiroshi Ueda. Hay 2 series, Full Metal Panic! y Sigma. Sigma no se superpone, se trata de una secuela con 8 libros y están en curso.

## Anime

### Full Metal Panic!
La serie de anime originalmente fue emitido en 2002, producido por GONZO Digimation, después de su fecha original fue cancelada debido a los ataques del 11 de septiembre. La serie fue licenciada por América del Norte en 2003 por ADV Films y en España por Teuve en 2005, y el manga publicado por ADV manga. La serie ha sido producida por dos estudios: GONZO primera temporada & Kyoto Animation segunda y tercera temporada

### Full Metal Panic? Fumoffu
En Fumoffu veremos de nuevo las andanzas de Sōsuke y Chidori pero con un tono cómico más marcado. La historia se desarrolla sin los AS ya que toda la trama se encuentra fuera de los campos de batalla de Mithril, en su lugar la historia se desarrolla en la escuela y lugares aledaños, además de que observaremos a Sōsuke utilizando el disfraz del muñeco Bonta-kun, que es el apelativo común en Japón para los osos de peluche, (del parque de diversiones "El mundo de Fumoffu!") con el que realizara varias aventuras y meterse en todo tipo de problemas con sus intentos fallidos para adaptarse a la vida común y corriente de Japón.
En esta ocasión Full Metal Panic! Fumoffu nos mostrará el lado cariñoso del sargento Sosuke Sagara, pero sin dejar de exagerar en cada ocasión, provocando además de perdidas económicas, grandes enredos con el personal de la escuela incluida definitivamente Chidori, que con grandes palizas mantendrá a raya a Sosuke, en esta temporada Full Metal Panic? Fumoffu, hará reír de principio a fin a todos sus seguidores, pues las aventuras son tan diversas, como genialmente entretenidas, pudiendo mostrar el contraste entre alguien que solo ve posibles riesgos terroristas y militares, con la gente común de Japón, además de lidiar con los confusos sentimientos de los adolescentes de la preparatoria, logrando así una temporada muy divertida y sorprendente, por los casos que se vivirán allí.
Para no olvidar el triángulo amoroso que existe en la historia en general, se mostraran dos capítulos muy entretenidos en los que la capitana sale de vacaciones y decide pasarlas en la casa de Sosuke lo cual pondrá muy celosa a Chidori, y que el propio Sosuke extrañara la partida de la capitana, aumentando más la duda en el desenlace amoroso de esta preciosa historia; pero el final de esta temporada será uno de los más recordados por los seguidores del Full Metal Panic, ya que es una de las aventuras más graciosas y picantes de la temporada, mostrando una vez más toda la creatividad de sus creadores. 
En Full Metal Panic? Fumoffu, existen dos episodios que no fueron transmitidos en Japón, debido a una extraña coincidencia de sucesos en ese país. 
Esta temporada a diferencia de la primera fue hecha por Kyoto Animation en vez de Studio Gonzo.

### Full Metal Panic! The Second Raid
Full Metal Panic!: The Second Raid (フルメタル・パニック! The Second Raid) En The Second Raid la trama vuelve a los campos de guerra en contra de los terroristas, que además se vuelven más peligrosos. También veremos el sufrir de Sōsuke con respecto al Arbalest, ya que el no poder comprender como funciona el lambda driver le provoca desesperación y odio hacia el AS, lo que le impide concentrarse e incluso le lleva a desertar de su misión. La violencia es más cruda en esta temporada y los momentos humorísticos son contados, además de tener menos fan service aunque más explícito que en las otras entregas, esto debido a que esta temporada está basada en la novela "The End of a Day by Day", escrita también por Gatou.

### Full Metal Panic! Invisible Victory
Full Metal Panic! Invisible Victory (フルメタル・パニック! インビジブル・ビクトリー Furumetaru Panikku! Inbijiburu Bikutorī?) es la cuarta serie derivada del arco original de las novelas de dicha franquicia, y fue producida por el estudio Xebec. Se estrenó en abril de 2018. Durante la Anime Expo 2017, el creador de la serie afirmó que Full Metal Panic! Invisible Victory es la "continuación" y que no contendría ningún "episodio explicativo o expositivo". El marco de su trama se fija en el avance de la historia que sería "a todo gas desde el primer momento" así como mantendría una "contínua semejanza con la serie original" prometiendo que sería "muy fiel en todo momento al trabajo original". La serie consistió en 12 episodios. El tema de opening es "Even...if" y el tema de cierre es "yes", ambos temas fueron cantados por Tamaru Yamada.